# David Lingmerth
David Thomas Lingmerth, född 22 juli 1987 i Tranås i Säby församling i Jönköpings län, är en svensk professionell golfspelare.
David Lingmerth spelade på Nationwide Tour under 2011, där han tog två tredjeplatser och fem topp tioplatser, men misslyckades PGA Tour-kort för 2012. Han fortsatte därför i serien 2012, då han lyckades ta sin första seger i oktober, och blev den tionde mest betalda spelaren, vilket ledde till att han fick PGA Tour-kort för 2013. Han hade en mindre lyckad säsong och kom på sjuttiofemte plats, men lyckades trots det behålla sitt kort för den kommande säsongen. 2014 kom han bara på plats 134 i PGA Tour, men en åttondeplats i den lägre serien gjorde att han fick behålla sitt kort. Lingmerth tog sin första PGA Tour-seger i juni 2015.
Lingmerth är son till Thomas Lingmerth och Birgitta, ogift Jonsson, brorson till spelaren i amerikansk fotboll Göran Lingmerth och brorsons son till Lennarth Lingmerth, som var VD för resebyrån Lingmerths.

## Meriter

### Segrar på Nationwide Tour
- 2012 Neediest Kids Championship

### Segrar på PGA Tour
- 2015 Memorial Tournament